# Локомотив (футбольный клуб, Бессарабка)
«Локомотив» Бессарабка (рум. Locomotiva Basarabeasca) — молдавский футбольный клуб из города Бессарабка, был основан в 1995 году.
В сезоне 1995/96 клуб стал победителем Дивизиона «A». В Кубке Молдовы 1995/96 «Локомотив» сумел добраться до полуфинала, где уступил лишь будущему обладателю кубка — кишинёвскому «Конструкторулу». Победа в Дивизионе «A» позволила клубу в следующем году выступать в Национальном дивизионе. В высшей лиге Молдовы сезона 1996/97 клуб занял 8 место. В следующем сезоне клуб вылетел из Национального дивизиона, заняв 10-е место.

## Достижения
- Победитель Дивизиона «A» (1): 1995/96